# Bjergby Sogn (Hjørring Kommune)
 For alternative betydninger, se Bjergby Sogn. (Se også artikler, som begynder med Bjergby Sogn)
Bjergby Sogn er et sogn i Hjørring Nordre Provsti (Aalborg Stift).
I 1800-tallet var Mygdal Sogn anneks til Bjergby Sogn. Begge sogne hørte til Vennebjerg Herred i Hjørring Amt. Bjergby-Mygdal sognekommune blev ved kommunalreformen i 1970 indlemmet i Hjørring Kommune.
I Bjergby Sogn ligger Bjergby Kirke.
I sognet findes følgende autoriserede stednavne:
- Bjergby (Hjørring Kommune) (bebyggelse, ejerlav)
- Bjergby Nørhede (bebyggelse)
- Dal (bebyggelse)
- Gedemål (bebyggelse)
- Hvirrekær (bebyggelse)
- Krattet (bebyggelse)
- Lamdal (bebyggelse)
- Nørmark (bebyggelse)
- Ramsgård (bebyggelse)
- Sakstrup (bebyggelse, ejerlav)
- Skovsager (bebyggelse)
- Snevre (bebyggelse, ejerlav)
- Sønderhede (bebyggelse)
- Vagthøj (areal)
- Varbro (bebyggelse)
- Vestermark (bebyggelse)
- Ørnbøl (bebyggelse, ejerlav)